# Аллоксан
Аллоксан (мезоксалиломочевина) — образуется при действии на мочевую кислоту окислителей в присутствии свободных сильных кислот.
Аллоксан был открыт в 1817 году Бруньятелли (итал. Brugnatelii) и назван им эритровой кислотой.
В 1838 году ближе исследован Либихом и Велером и вновь изучен Байером в 1864 году.
Аллоксан образуется при внесении мочевой кислоты малыми порциями в охлажденную концентрированную азотную кислоту или при постепенном прибавлении бертолетовой соли к смеси мочевой кислоты с соляной.
В азотной кислоте аллоксан нерастворим и выделяется из жидкости по мере образования в виде мелких кристаллов, которые после 24-часового стояния отделяются от маточного раствора отсасыванием, промываются небольшим количеством ледяной воды и кристаллизуются из горячего водного раствора; при растворении температура не должна быть выше 70°, так как при более высокой температуре наступает разложение.
Из насыщенного теплого водного раствора аллоксан выделяется в больших трехклиномерных кристаллах с четырьмя частицами воды, легко выветривающихся на воздухе; из горячего раствора выделяются одноклиномерные призмы с одной частицей кристаллизационной воды, удаляющейся при температуре 150—160°.
Восстановители, например двухлористое олово, переводят аллоксан в аллоксантин C8H6N4O8 + 2H2O; так, этот последний выпадает в виде кристаллического порошка после прибавления двухлористого олова к раствору аллоксана, приготовленному при действии сильной кислоты в присутствии бертолетовой соли; аллоксантин переводится окислителями, напр. концентрированной азотной кислотой, обратно в аллоксан.
Если прибавить щёлочи к водному, слегка нагретому раствору аллоксана, то образуется сильная двухосновная аллоксановая кислота C4H4N2O5, щелочные соли которой растворимы в воде; соли земель и металлов частью трудно, частью вовсе нерастворимы. Растворы солей разлагаются при кипячении с образованием мезоксаловой кислоты и мочевины.